# Travisiopsis dubia
Travisiopsis dubia är en ringmaskart som beskrevs av Carl Støp-Bowitz 1948. Travisiopsis dubia ingår i släktet Travisiopsis och familjen Typhloscolecidae. Inga underarter finns listade i Catalogue of Life.